# 加多近街
加多近街（英語：Cadogan Street）是香港港島堅尼地城的一條可以行車的街道，東邊的建築物位於堅尼地城，西邊是摩星嶺域多利道。
加多近街是一條平坦的道路，南起自科士街西環邨，北至西環尾，已經停用的政府屠房──堅尼地城屠場。加多近街全長300米。

## 命名
英國賈德幹家族

## 鄰近
- 東華三院物業百年大樓
- 泓都
- 加多近山
- 加多近街臨時花園
- 卑路乍街
- 香港電車堅尼地城總站
- 吉席街
- 維多利亞港
- 硫磺海峽

## 外部参考
- 加多近街地圖（页面存档备份，存于）